# Перебор (Каменський міський округ)
Перебо́р (рос. Перебор) — присілок у складі Каменського міського округу Свердловської області.
Населення — 175 осіб (2010, 188 у 2002).
Національний склад станом на 2002 рік: росіяни — 99 %.